# Ипполитовка (Гомельская область)
Ипполитовка (Александровка) (бел. Іпалітаўка) — деревня в Оторском сельсовете Чечерского района Гомельской области Беларуси.

## География

### Расположение
В 3 км на север от Чечерска, 40 км от железнодорожной станции Буда-Кошелёвская (на линии Гомель — Жлобин), 68 км от Гомеля.

### Гидрография
На восточной и южной окраинах мелиоративные каналы и пойма реки Сож.

## Транспортная сеть
Рядом автодорога Корма — Чечерск. Планировка состоит из почти прямолинейной меридиональной улицы, параллельно которой на юге расположена короткая улица. Застройка двусторонняя, деревянная, усадебного типа.

## История
Согласно письменным источникам известна с XIX века как селение в Чечерской волости Рогачёвского уезда Могилёвской губернии. В 1871 году жители захватили большой расположенный рядом с деревней участок помещичьего леса, о чём граф И. И. Чернышов-Кругликов сообщал министру внутренних дел. С 1880 года действовал хлебозапасный магазин. Согласно переписи 1897 года деревня Ипполитовка (она же Александровка) работала мельница. В 1909 году 397 десятин земли.
С 1921 года работала изба-читальня. В 1926 году работали почтовый пункт, школа. С 8 декабря 1926 года до 30 декабря 1927 года центр Ипполитовского сельсовета Чечерского района Гомельского округа. В 1929 году организован колхоз. 49 жителей погибли в годы Великой Отечественной войны. Согласно переписи 1959 года в составе колхоза «50 лет БССР» (центр — деревня Отор).

## Население
- 1897 год — 52 двора, 336 жителей (согласно переписи).
- 1909 год — 59 дворов, 425 жителей.
- 1926 год — 86 дворов, 453 жителя.
- 1959 год — 435 жителей (согласно переписи).
- 2004 год — 48 хозяйств, 104 жителя.